# Clã Katakura

Símbolo do clã Katakura

O clã Katakura (片倉氏, Katakura-shi) foi um clã do Japão que alegava descendência de Fujiwara no Toshihito através de Katō Kagekado. A família chegou à província de Mutsu no século XIV como subordinados do clã Ōsaki. Entretanto, em 1532, tornaram-se vassalos do clã Date, e assim permaneceram até 1872. No Período Sengoku, os Katakura participaram de todas as campanhas principais do clã Date. O chefe do clã, Katakura Kagetsuna, tornou-se conhecido em todo o país, até mesmo adquirindo respeito de Toyotomi Hideyoshi, que deu a Kagetsuna um feudo (ainda que atravessando a condição de Kagetsuna de vassalo de Date Masamune).
No Período Edo, os chefes do clã Katakura foram karō hereditários no domínio de Sendai. Seu feudo pessoal estava sediado no Castelo de Shiroishi (na atual Shiroishi).
Shigenobu Katakura, atual sacerdote chefe do Santuário Aoba em Sendai, é descendente direto dessa família.